# Antisionisme d'extrême droite
L'antisionisme d'extrême droite est une forme d'antisionisme fortement marqué à l'extrême droite et pour des motifs différents, il est répandu parmi les extrêmes droite américaine, irlandaises, est-européennes et, bien sûr, parmi les extrêmes droites du monde musulman.[réf. nécessaire]

## Motifs

### Nationalisme
De nombreux nationalistes pensent que les militants palestiniens sont un exemple de résistance nationale. Le soutien aux mouvements nationalistes palestiniens par l'admiration nationaliste contre une force jugée «étrangère».[source insuffisante]

## Application
(novembre 2024).
 (novembre 2024).
Roger Coudroy (alias As-Saleh ou «Le Juste»), un militant national-révolutionnaire franco-belge du mouvement Jeune Europe et volontaire dans l'organisation du Fatah, fut le premier européen mort au combat contre l'armée israélienne en 1968. La revue de Jeune Europe, La Nation européenne, rendra hommage au « premier européen tombé au champ d’honneur en Palestine, dans le combat contre l’impérialisme américano-sioniste ».
Le Groupe Hoffmann, un groupe allemand d'extrême droite, a eu des liens avec l'Organisation de libération de la Palestine au Liban durant la guerre civile libanaise et ont activement travaillé avec Yasser Arafat via un militant d'extrême droite, Udo Albrecht (de). Abou Iyad, alors adjoint d'Arafat et chef du groupe Septembre noir, approuve l'accord avec le groupe Hoffmann et supervise leur formation dans le camp de l'OLP, notamment l'instruction au tir avec des kalachnikovs et le bazooka soviétique RPG-7. Plusieurs dizaines de membres du groupe se sont entraînés au combat dans les camps palestiniens et ont eu des affrontements avec les Forces libanaises durant la guerre.
 ({{{date}}}).
Les mouvements d'extrême droite italiens extra-parlementaire ont de fortes tendances pro-palestiniennes comme CasaPound et Forza Nuova. CasaPound, fondé en 2003 a toujours défendu les mouvements palestiniens, de même pour Forza Nuova.
Plusieurs ethno-nationalistes de droite irlandais comme Keith Woods ont des tendances pro-palestiniennes, cela va du fait à l'identification de leur combat contre la présence britannique en Ulster et de leur opposition à l'immigration avec 
Historiquement, les palestiniens ont en effet appuyé le mouvement nationaliste irlandais et des mouvements de solidarité ont existé entre les nationalistes irlandais et palestiniens[source insuffisante]